# Józef Szajna
Józef Szajna (* 13. März 1922 in Rzeszów; † 24. Juni 2008 in Warschau) war ein polnischer Schauspieler und Theaterleiter.

## Leben und Werk
Szajna wurde als Sohn polnischer Katholiken in Rzeszów geboren. Mit 17 Jahren wurde Szajna Soldat und kämpfte nach der deutschen und sowjetischen Besetzung Polens 1939 in der Polnischen Heimatarmee im Untergrund. Als Saboteur bekämpfte er die Wehrmacht und wurde 1940 in der Slowakei von der Gestapo gefasst. Nach Aufenthalten in mehreren Gefängnissen kam er ins KZ Auschwitz, wo er die Häftlingsnummer 18729 eintätowiert erhielt. Nach einem Fluchtversuch 1943 wurde Szajna im Todesblock 11 untergebracht. 1944 überstellte man Szajna schließlich ins KZ Buchenwald, hier trug er die Häftlingsnummerierung 41408. Vom KZ Buchenwald wurde er in das Außenlager KZ Schönebeck gebracht. Dort wurde er als Zwangsarbeiter in den Junkers-Werken in der Rüstungsproduktion eingesetzt.
In der knappen Freizeit, die ihm blieb, konnte er Zeichnungen und Gemälde anfertigen, von denen einige erhalten geblieben sind. Bei der Evakuierung des KZ Schönebeck am 11. April 1945 gelang ihm während des Todesmarsches die Flucht.
Nach Ende des Krieges blieb er noch zwei Jahre in einem Lager für polnische Displaced Persons in Haren (Ems), bevor er 1947 nach Polen zurückkehrte. Dort nahm er als Zeuge am Krakauer Auschwitzprozess teil.
Nach dem Krieg studierte Szajna an der Akademie der Künste in Krakau, die er 1953 mit Diplomen in Grafik und Bühnenbild abschloss. 1955 bis 1963 ist er Bühnenbildner, Autor und Regisseur, von 1963 bis 1966 Intendant und künstlerischer Leiter am Volkstheater in Nowa Huta bei Krakau. 1972 wird er Professor an der Kunstakademie in Warschau.

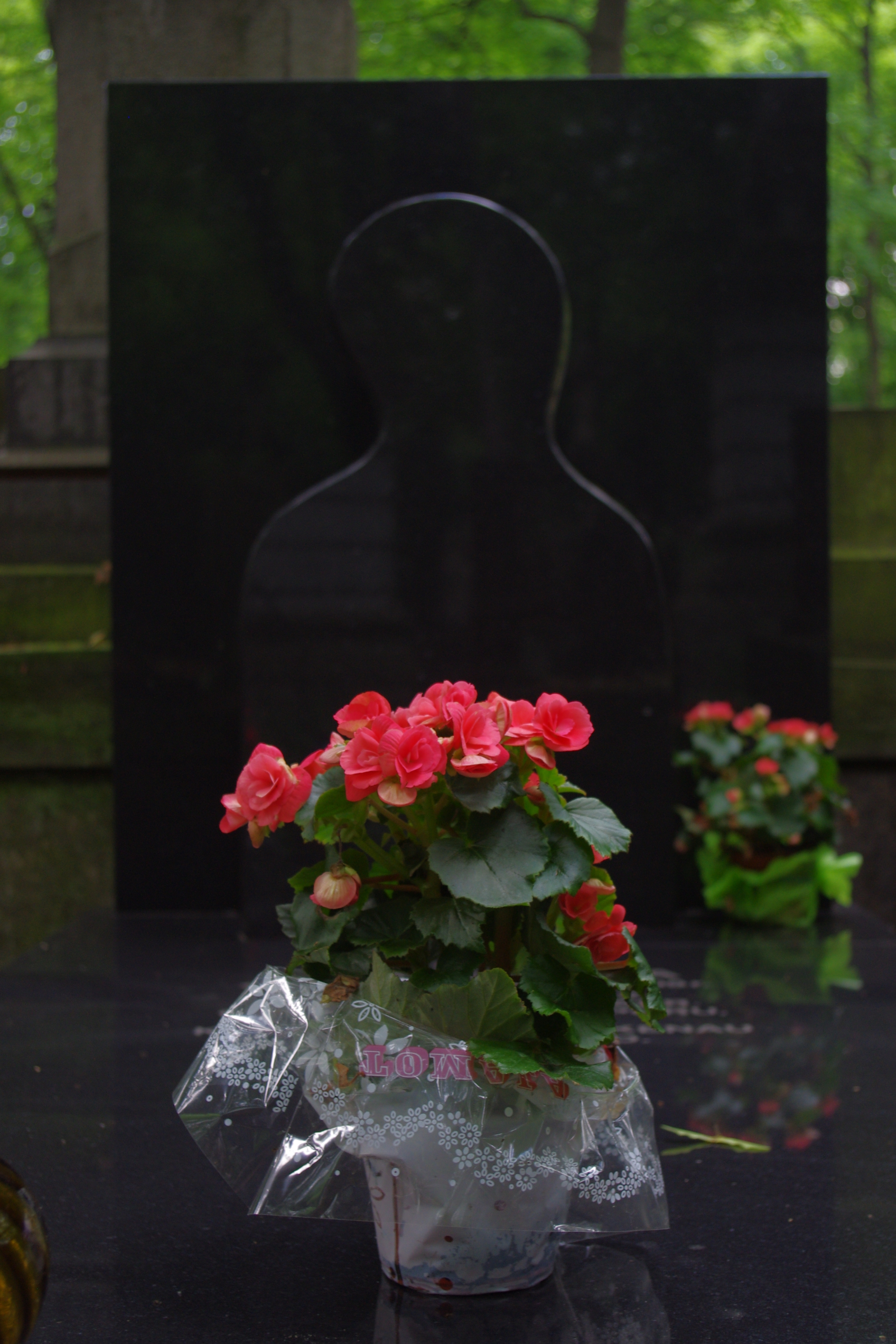
Józef Szajnas Grab in Warschau

Szajna sorgte Ende der 1950er Jahre mit eigenwilligen Inszenierungen für Aufsehen. 1972 schuf er mit dem Studio-Theater ein Autorentheater. Im Jahr 1981 legte er aus Protest gegen das von General Wojciech Jaruzelski ausgerufene Kriegsrecht die Leitung des Theaters nieder. Sein Werk wurde in Italien, Japan, Mexiko, Israel, Ägypten und den Vereinigten Staaten ausgezeichnet. Auf der Biennale von Venedig wurde Szajna 1970 mit einer Personenausstellung für seine 140 Quadratmeter große Installation "Reminiszenzen" – eine Arbeit über die in Auschwitz ermordete Krakauer Künstler – geehrt. 2002 wurde ihm für seine künstlerischen Beiträge zur Erinnerungskultur des 20. Jahrhunderts die Ehrendoktorwürde der Universität Oldenburg verliehen.
Szajna gab 1994 den Anstoß zum Projekt „Hügel der Erinnerung und Versöhnung Auschwitz“, bei dem nationen- und religionsübergreifend Steine zum Gedenken der Auschwitz-Opfer gestaltet wurden.
Im sozialistischen Polen und in der Bundesrepublik fanden seine hintergründigen Abstraktionen, seine Gemälde, Zeichnungen und begehbaren Skulpturen über deformierte Köpfe und Körper wenig Anerkennung, in der DDR galt er als Formalist. In der übrigen Welt wurde bei aller Ambivalenz von Grausamkeit und Heiterkeit seine Kunstwerke stark beachtet, sogar bekannt. Die Erfahrung des Identitätsverlustes war das zentrale Motiv seiner künstlerischen Arbeiten.

## Werke
- Volkhard Knigge, Ingrid Scheurmann (Hg.): Jozef Szajna. Kunst und Theater. Stiftung Gedenkstätten Buchenwald und Mittelbau-Dora; Wallstein, Göttingen 2002, ISBN 3-89244597-4.